# Anommatus oltenicus
Anommatus oltenicus is een keversoort uit de familie knotshoutkevers (Bothrideridae). De wetenschappelijke naam van de soort werd in 2003 gepubliceerd door Nitzu.